# Parafia Świętych Apostołów Piotra i Pawła w Nowym Machnowie
Parafia Świętych Apostołów Piotra i Pawła w Nowym Machnowie – parafia rzymskokatolicka znajdująca się w dekanacie Tomaszów-Południe, w diecezji zamojsko-lubaczowskiej. 
Parafia została założona w dniu 25 maja 1981 roku.
Do parafii należą wierni z następujących miejscowości: Machnów Nowy, Machnów Stary, Nowosiółki Przednie, Wierzbica, Wólka Wierzbicka.
Liczba wiernych: 1310.

## Proboszczowie parafii
- 1981–1989 - ks. Stanisław Dec
- 1989–1994 - ks. Mieczysław Szynal
- 1994–1998 - ks. Bogdan Ważny
- 1998–2003 - ks. Andrzej Wysokiński
- 2003–2009 - ks. Stanisław Gorczyński
- Od 2009 - ks. Jarosław Cioch[2].